# Alain Dubrieu
Alain Dubrieu, né le 17 avril 1947 à Avignon et mort le 8 septembre 2002 à Montpellier, est un écrivain engagé, dans les années 1980, pour la constitution de comités de prisonniers alors qu'il purge une peine de dix années de prison. Il a utilisé les noms de plume d'Alain d'Ubrieu et André Navlis.

## Biographie
Installé à Montpellier où il travaille à la librairie Sauramps, Dubrieu a grandi à Marseille et connu une vie mouvementée[réf. nécessaire] : à la suite d'un braquage, il passe une dizaine d'années en centrale (1969-1977) où il est l'un des meneurs de la révolte des prisons contre les Quartiers de haute sécurité en 1974.

## Œuvre
Son œuvre littéraire décrit le quotidien des prisonniers dans l'environnement carcéral. Lors de la publication de son ouvrage Le Désert de l'iguane en 1979, il le présente dans l'émission de télévision « Apostrophes » animée par Bernard Pivot.
Il écrit en outre des romans policiers, des récits érotiques et signe des articles dans de nombreuses revues dont À suivre….

### Sous la signature de Alain Dubrieu
Romans
- Le Désert de l'iguane
  - Paris : Ramsay, 1979, 308 p.  (ISBN 978-2-85956-099-7)
  - [Bagneux] : [le Livre de Paris], coll. "Club pour vous Hachette", 1979, 308 p.  (ISBN 2-245-01216-X)
  - Paris : Gallimard, coll. "La Noire", 1993, 300 p.  (ISBN 2-07-073578-8)
- La Saison d'un rebelle
  - Paris : Éditions Jean Goujon, 1980, 249 p.  (ISBN 2-86291-137-2)
- Haine comme normal
  - Paris : Fayard, coll. "Fayard noir" n° 5, 1981, 189 p.  (ISBN 2-213-00975-9)
  - Genève : Edito-Service ; [Évreux] : [diffusion Guilde du disque], coll. "Les Classiques du crime", [1983], 189 p.  (ISBN 2-8302-0818-8)
- Une vie à la godille, préf. Erik Orsenna
  - Paris : Hermé, coll. "Hermé-best", 1991, 355 p.  (ISBN 2-86665-126-X)

Compilation
- Noir triptyque
  - Marseille : Éd. LGP,coll. "Multibest", 1993, 422 p. Réunit : La saison d'un rebelle ; Rapt ; Haine comme normal.  (ISBN 2-909959-04-X)

Essai
- Citadelles de l'oubli : à l'attention, trop équivoque, de Madame la Ministre Guigou
  - [Montreuil] : l'Insomniaque, coll. "À couteaux tirés", 1999, 62 p.  (ISBN 2-908744-98-8)

Nouvelles
- Du bon côté de la loi, dans Paris noir : recueil de nouvelles policières. Paris : le Dernier Terrain vague, 1980, p. 44-55.   (ISBN 2-86219-013-6)
- Délicate es haine, Nouvelles Nuits : la revue de la nouvelle policière (Éditions Clô) n° 8, août 1994, p. 55-57.
- Sombre héros et mantille (chap. 1), dans Dies Irae, cadavre exquis dans Noces d’or 1945-1995, Éditions Gallimard, coll. "Série noire", hors série, 1995.
- Un tramway nommé Dollar (chap. 9), dans 13 cours des Chevaliers du Mail, 34000 Montpellier. Nice : Éd. du Ricochet, coll. "Les 13 voies du Ricochet", avril 1998, p. 162-184.  (ISBN 2-911013-14-X)

### Sous le pseudonyme de Alain d'Ubrieu
- Rapt
  - Paris : Éditions Jean Goujon, coll. "Engrenage" no 2, 1979, 187 p.  (ISBN 2-86291-003-1)

### Sous le pseudonyme de André Navlis
- La Tringle. Paris : Éditions de l'Enclos, coll. "Jacques de Saint-Paul" no 8, 1980, 184 p.  (ISBN 2-86291-041-4)
- L'Effronté. Paris : Éditions de l'Enclos, coll. "Jacques de Saint-Paul" no 20, 1980, 188 p.  (ISBN 2-86291-139-9)
- Les Aventures du janissaire Sam Clitonio 5 : Croisière blanche. Paris : SECLE, coll. "Jacques de Saint-Paul", no 16, 1980, 188 p.  (ISBN 2-86291-095-3)
- Les Amours buissonnières. Paris : Éditions de l'Enclos, coll. "Jacques de Saint-Paul" no 24, 1980, 185 p.  (ISBN 2-86291-149-6)